# USS George Washington (SSBN-598)
USS George Washington (SSBN-598) — подводная лодка ВМС США, головной корабль своего проекта ракетных подводных крейсеров стратегического назначения, и является третьим судном ВМС США, носящим это имя.

## Конструкция и спуск на воду

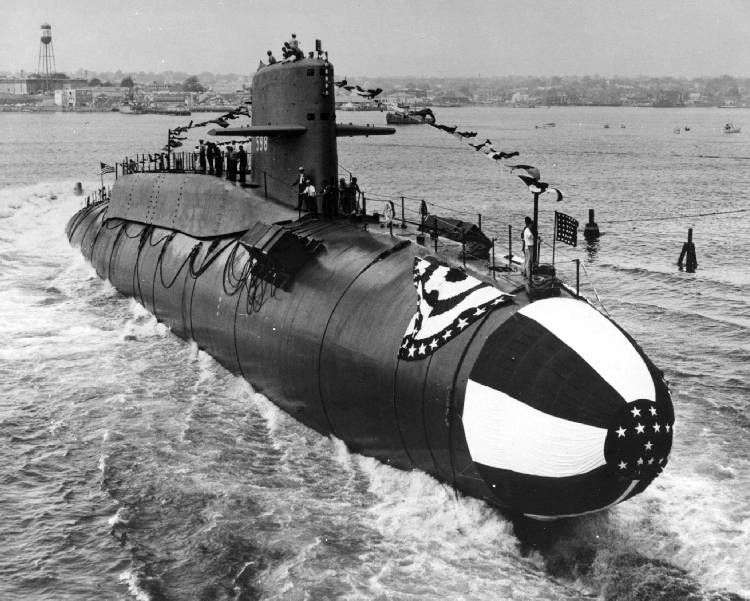
George Washington во время церемонии спуска на воду в Гротоне.

Киль George Washington был заложен на верфи Electric Boat — подразделения General Dynamics, Гротон, Коннектикут 1 ноября 1957 года. Первая субмарина своего типа, она была спущена на воду 9 июня 1959 года при участии миссис Роберт Б. Андерсон (англ. Mrs. Robert B. Anderson), и принята на вооружение 30 декабря 1959 года как SSBN-598 под командованием коммандера Джеймса Б. Осборна (англ. James B. Osborn) из синего экипажа и коммандера Джона Л. Фрома мл. (англ. John L. From, Jr.) из золотого экипажа.
Изначально George Washington закладывалась как многоцелевая USS Scorpion (SSN-589). Однако во время строительства она была удлинена за счет вставки 40-метровой секции с баллистическими ракетами и переименована в George Washington; вторая строившаяся субмарина получила свой оригинальный бортовой номер. На внутренней стороне крышки переднего спасательного люка George Washington сохранилось её оригинальное название. По причине того, что секция с баллистическими ракетами, врезанная в корпус George Washington, впоследствии должна была быть применена также и на других субмаринах, она была спроектирована с расчетом на бо́льшую глубину погружения, чем остальная лодка.

## Начало службы
George Washington вышла из Гротона в направлении мыса Канаверал 28 июня 1960 года, где на неё были загружены две ракеты Поларис. Прибыв на атлантический ракетный тестовый полигон с главой программы создания ракет морского базирования «Поларис» Контр-адмиралом Уильямом Рейборном, находившимся на борту в качестве наблюдателя, 20 июля 1960 года успешно произвела первый запуск ракеты Поларис из подводного положения. В 12:39 командующий офицер George Washington радировал президенту Дуайту Эйзенхауэру: ПОЛАРИС - С ГЛУБИНЫ ПРЯМО В ЦЕЛЬ. ОТЛИЧНО.(англ. POLARIS - FROM OUT OF THE DEEP TO TARGET. PERFECT.)
Менее, чем через два часа вторая ракета с субмарины также достигла цели на расстоянии примерно в 1300 миль (2100 км).
После этого на George Washington в море вышел золотой экипаж, и 30 июля 1960 года были произведены подводные запуски ещё двух ракет. Пробный выход золотого экипажа закончился в Гротоне 30 августа, после чего,
28 октября субмарина отправилась в базу вооружений ВМС Чарлстон, для загрузки полного боекомплекта — 16 ракет Поларис. Там же субмарине была вручена Благодарность ВМФ, после чего под управлением синего экипажа она отправилась в свой первый патруль в рамках доктрины ядерного сдерживания.
Через 66 дней подводного плавания первый поход был окончен, и 21 января 1961 года лодка пришла на базу подводных лодок Нью-Лондон в городе Нью-Лондон. На борту сменилась команда, и, 14 февраля 1961 года под управлением золотого экипажа, она вышла в следующий поход, закончившийся 25 апреля 1961 года в Холи-Лох, Шотландия.
В 1964 году, четыре года спустя после её первого выхода из Гротона, George Washington встала на дозаправку, пройдя за это время порядка 120 000 миль (190 000 км).
После этого George Washington была переведена на Тихоокеанский флот ВМС США и получила новый порт приписки — Пёрл-Харбор, Гавайи.

## Столкновение сNissho Maru
9 апреля 1981 года George Washington столкнулась при всплытии с японским грузовым судном (2390 брт) Nissho Maru в Восточно-Китайском море на расстоянии примерно 130 миль (210 км) к югу-юго-западу от Сасебо, Япония. Nissho Maru затонуло в течение 15 минут. Два японских моряка погибло; 13 были спасены. Подлодка получила незначительные повреждения рубки.
Это происшествие обострило взаимоотношение между США и Японией за месяц до встречи между премьер-министром Японии Дзэнко Судзуки и президентом США Рональдом Рейганом. Япония раскритиковала то, что США потребовалось более 24 часов, чтобы известить японские власти, а также потребовала объяснения, что подлодка делала на поверхности на расстоянии 23 миль (37 км) от японских территориальных вод. Ни субмарина, ни морской патрульный самолёт Lockheed P-3 Orion, круживший над их головами, не предприняли ничего для спасения экипажа японского судна.
Поначалу ВМС США заявляли, что после столкновения George Washington провалилась на глубину, а затем немедленно всплыла, но в связи с туманом и дождем не обнаружила японского судна. Однако в предварительном отчете, выпущенном через несколько дней заявлялось, что и лодка и самолёт обнаружили Nissho Maru, но не поняли, что судну требуется помощь.
11 апреля президент Рейган и другие должностные лица выразили формальное сожаление о произошедшем, предложили компенсацию и заверили Японию, что им не следует опасаться радиоактивного загрязнения. Однако, следуя своей обычной практике, США отказались комментировать, что именно делала подлодка возле Японии, равно как и подтвердить наличие на борту ядерного оружия. (Стандартный ответ всех современных американских подлодок предусматривает неподтверждение любых предположений о наличии или отсутствии на борту ядерного оружия.) ВМС приняли на себя ответственность за происшествие и наложило дисциплинарные взыскания на командира и старших офицеров George Washington.
31 августа США выпустило окончательный отчёт, в котором было заключено, что происшествие имело место быть благодаря стечению обстоятельств, сопровождавшееся ошибками в действиях некоторых членов экипажа подлодки.

## Последний поход в качествеРПКСН
В 1982 году George Washington возвратилась в Пёрл-Харбор из своего последнего похода с ракетами на борту. В 1983 году по условиям соглашения ОСВ-I ракеты были выгружены на военно-морской базе Китсэп
За свою 25-летнюю историю службы George Washington совершила 55 походов в рамках доктрины сдерживания в Атлантическом и Тихом океанах.

## Служба в ролимногоцелевой АПЛ
После снятия ракетного вооружения George Washington продолжила службу в классе SSN, ненадолго возвратившись в Пёрл-Харбор. В 1983 году она отбыла оттуда в последний раз, и направилась через Панамский канал и Атлантику в Нью-Лондон.

## Списание судна
George Washington была списана 24 января 1985 года, а затем, 30 апреля 1986 года, вычеркнута из списка военных судов. После этого подлодка была переведена в Puget Sound Naval Shipyard и подготовлена к утилизации по программе переработки судов и подлодок. Окончательная разделка закончилась 30 сентября 1998 года.

## Памятные места

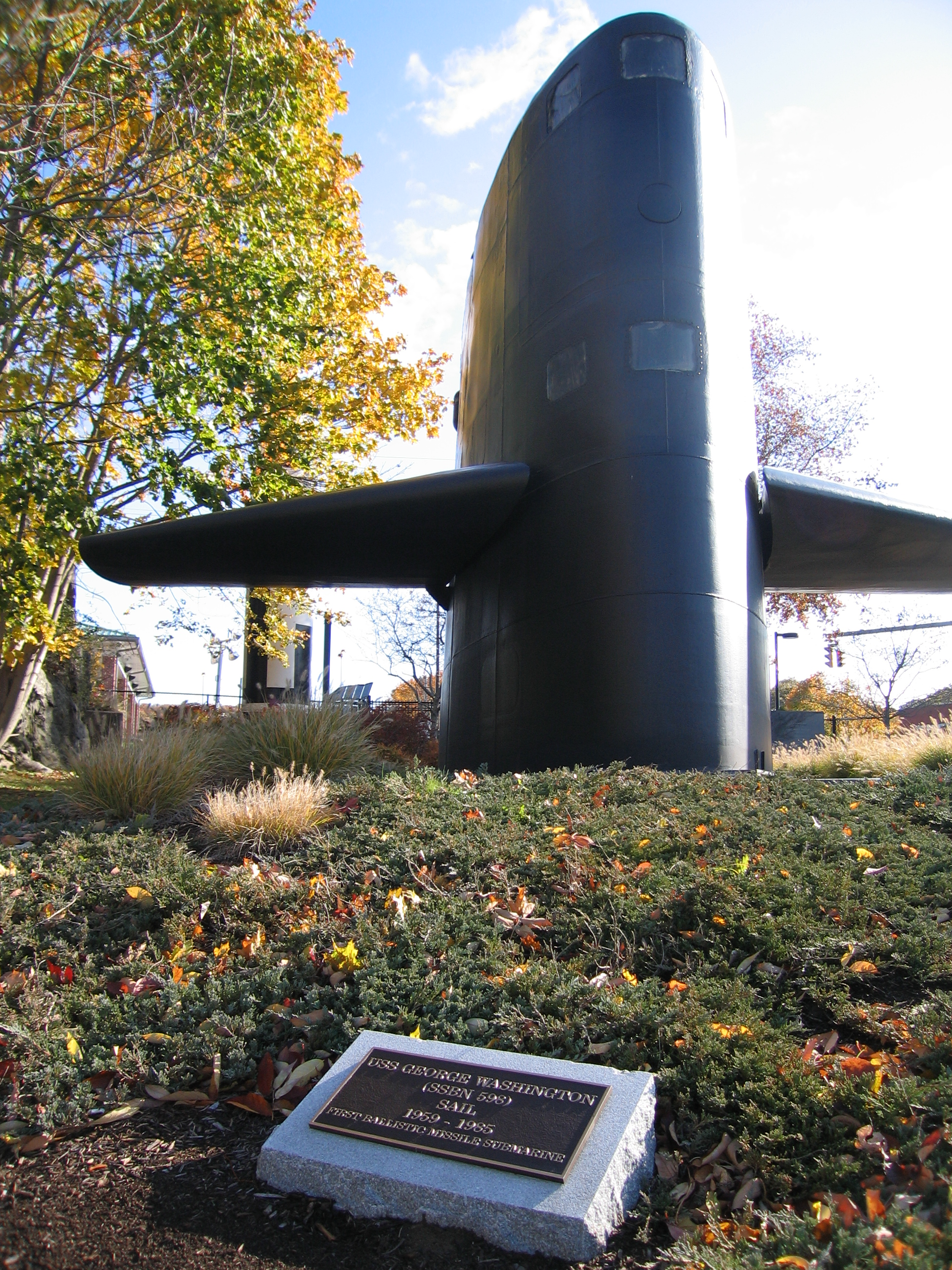
Рубка George Washington (SSBN-598) во дворе библиотеки-музея подводных сил, Гротон, Коннектикут

Рубка George Washington была отпилена и сейчас находится в библиотеке-музее подводных сил в Гротоне.